# Выборы главы Республики Саха (Якутия) (2018)
Досрочные выборы главы Республики Саха (Якутия) (якут. Саха Өрөспγγбγлγкэтин Ил Дархана) состоялись 9 сентября 2018 года в единый день голосования.
По данным избирательной комиссии Республики Саха (Якутия) победу в первом туре одержал временно исполнявший обязанности главы Айсен Николаев (Единая Россия), набрав 71,40 % голосов от принявших участие в голосовании[14].

## Предшествующие события
С мая 2010 года должность главы Якутии занимал Егор Борисов. Он был назначен президентом Дмитрием Медведевым временно исполняющим обязанности Главы Республики Саха (Якутия), а затем в июне 2010 года утверждён госсобранием Якутии на срок 5 лет, до июня 2015 года.
В мае 2012 года президент России Дмитрий Медведев, президентский срок которого заканчивался, подписал закон, возвращавший в России прямые выборы глав регионов Закон вступал в силу 1 июня 2012 года.
В апреле 2014 года Борисов формально подал в отставку, чтобы пойти на досрочные выборы в сентябре. Президент Владимир Путин назначил Борисова врио главы и разрешил ему участвовать в досрочных выборах. На состоявшихся 14 сентября 2014 года в выборах, Борисов был избран и вновь вступил в должность на пятилетний срок.
28 мая 2018 года Егор Борисов подал в отставку с поста главы Якутии. Президент России Владимир Путин назначил врио главы Айсена Николаева..

## Ключевые даты
- 8 июня 2018 года депутаты Государственного собрания Республики Саха назначили выборы на 9 сентября 2018 года — единый день голосования (за 100—90 дней до дня голосования).[5]

## Выдвижение и регистрации кандидатов
Согласно Конституции Республики Саха глава Республики Саха (Якутия) избирается сроком на пять лет гражданами на основе всеобщего равного и прямого избирательного права при тайном голосовании.

## Кандидаты
Кандидатов на выборах Главы Республики Саха (Якутия) выдвинули 7 партий, зарегистрировано было 4 кандидата: Владимир Богданов («Справедливая Россия»), Виктор Губарев (КПРФ), Айсен Николаев («Единая Россия»), Гаврил Парахин (ЛДПР).
| Кандидат          | Должность (на момент выдвижения)                                                                     | Партия                     | Статус                                                   | Кандидаты в Совет Федерации |
| ----------------- | --- | -------------------------- | -------------------------------------------------------- | --------------------------- |
| Эрнст Берёзкин    | временно не работающий                                                                               | «Гражданская платформа»    | отозван партией                                          | —                           |
| Владимир Богданов | инженер АО «Авиакомпания АЛРОСА», депутат Совета депутатов Мирнинского района на непостоянной основе | «Справедливая Россия»      | зарегистрирован                                          |                             |
| Виктор Губарев    | депутат Государственного собрания Якутии, заместитель председателя                                   | КПРФ                       | зарегистрирован                                          |                             |
| Алексей Лаптев    | президент патриотического спортивного клуба «Ураанхай»                                               | Родина                     | выбыл по личному заявлению                               | —                           |
| Айсен Николаев    | врио главы Республики Саха (Якутия)                                                                  | Единая Россия              | зарегистрирован                                          | Егор Борисов                |
| Гаврил Парахин    | индивидуальный предприниматель, народный депутат Республики Саха (Якутия) пятого созыва              | ЛДПР                       | зарегистрирован                                          |                             |
| Александр Силин   | пенсионер, депутат Совета депутатов Нерюнгринского района на непостоянной основе                     | «Партия социальных реформ» | отказано в регистрации не преодолел муниципальный фильтр | —                           |

## Итоги выборов
Согласно официальным данным, победу одержал временно исполняющий обязанности главы Республики Саха (Якутия) Айсен Николаев, получивший 71,40 % голосов избирателей, принявших участие в голосовании.
Представителем от исполнительной власти Республики Саха (Якутия) стал государственный советник Республики Саха (Якутия) и бывший руководитель региона Егор Борисов.

## Ссылка
- Выборы Главы Республики Саха (Якутия) 9 сентября 2018 г. : [арх. 27.12.2018]. — ЦИК РФ. — Дата обращения: 27.12.2018.
- Досрочные выборы Главы Республики Саха (Якутия) : [арх. 27.12.2018]. — ЦИК РФ. — Дата обращения: 27.12.2018.